# Droit de cité
Droit de cité war eine Sendung der Télévision Suisse Romande, die von 1996 bis 2003 ausgestrahlt wurde und prominente Gäste aus Gesellschaft und Politik zur Debatte über polemische Themen der Aktualität zusammenführte.
Ihre Vorgängersendung Table ouverte, unter dem gleichen Konzept der Debatte geführt, wurde von 1966 bis 1996 ausgestrahlt. Gesprächsleiter der Table ouverte waren chronologisch Roger Nordmann, Alexandre Burger, Pierre Béguin, Jean Dumur, Roland Bahy, Gaston Nicole, Renato Burgy, Pierre Kramer, Théo Bouchat, Claude Torracinta, Guy Ackermann, Claude Smadja, Valérie Bierens de Haan,  Jacques Pilet, Marc Schindler, Dominique Huppi, Eric Burnand, Liliane Roskopf, Daniel Pasche, Benoît Aymon, Daniel Monnat, Manuelle Pernoud, Dominique von Burg, Catherine Noyer und Serge Schmidt.
Die Télévision Suisse Romande ist in Zusammenarbeit mit Memoriav daran, alle Sendungen von Droit de cité und von Table ouverte zu digitalisieren und frei zugänglich zu machen.